# Anne Frank

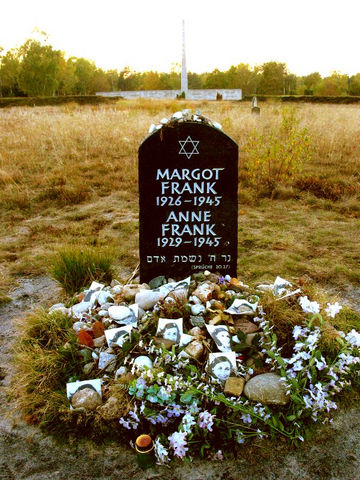
Symboliczny grób Anne Frank i jej siostry Margot w Bergen-Belsen

Anne Frank, właśc. Annelies Marie Frank (hebr. ‏אנה פרנק‎; ur. 12 czerwca 1929 we Frankfurcie nad Menem, zm. w lutym 1945 w Bergen-Belsen) – żydowska autorka dziennika, w którym opowiadała o swoim życiu podczas niemieckiej okupacji Holandii. Zmarła w niemieckim obozie koncentracyjnym po ponad dwuletnim ukrywaniu się w Amsterdamie.

## Życiorys
Po przejęciu władzy w Niemczech przez Hitlera przeniosła się w 1934 wraz z rodziną do Amsterdamu. Prześladowania Żydów dotarły również do Holandii, wraz z napaścią Niemiec na ten kraj w maju 1940. Anne i jej starsza siostra Margot Betti musiały przerwać naukę w szkole Montessori i przenieść się do liceum żydowskiego. W lipcu 1942 rodzina została zagrożona wywiezieniem do obozu koncentracyjnego; ojciec rodziny Otto Frank zorganizował wówczas z pomocą pracowników swojego przedsiębiorstwa kryjówkę w dawnej oficynie. Frankowie mieszkali tam od 6 lipca 1942 do 4 sierpnia 1944.
Nieco wcześniej Anne otrzymała na 13. urodziny album, w którym rozpoczęła pisanie dziennika. Żyjąc w ukryciu i w trudnych warunkach, opisywała wszystko, co ją otaczało. Przemyślenia i poglądy zawarte w dzienniku ukazują wrażliwą, wchodzącą dopiero w życie dziewczynkę. Obserwuje ona cały otaczający ją świat zamknięty w niewielkim budynku – pracowni ojca. Pisząc, nie rozczula się nad sobą, zdaje się nigdy nie tracić nadziei. Zdobywa się na takie oto myśli:

Nadal wierzę, że ludzie są z natury dobrzy.

Często oddaje się marzeniom, wspomina beztroskie lata wczesnego dzieciństwa, nigdy nie traci nadziei na poprawę sytuacji. Pomimo traumatycznych wydarzeń, jakie codziennie dotykały małą Annę, jej zapiski nie są pesymistyczne. Dziewczynka opisuje m.in. drobne sprzeczki między mieszkańcami kryjówki, codzienne smutki i radości oraz pojawiające się u niej samej pierwsze oznaki zainteresowania chłopcami.

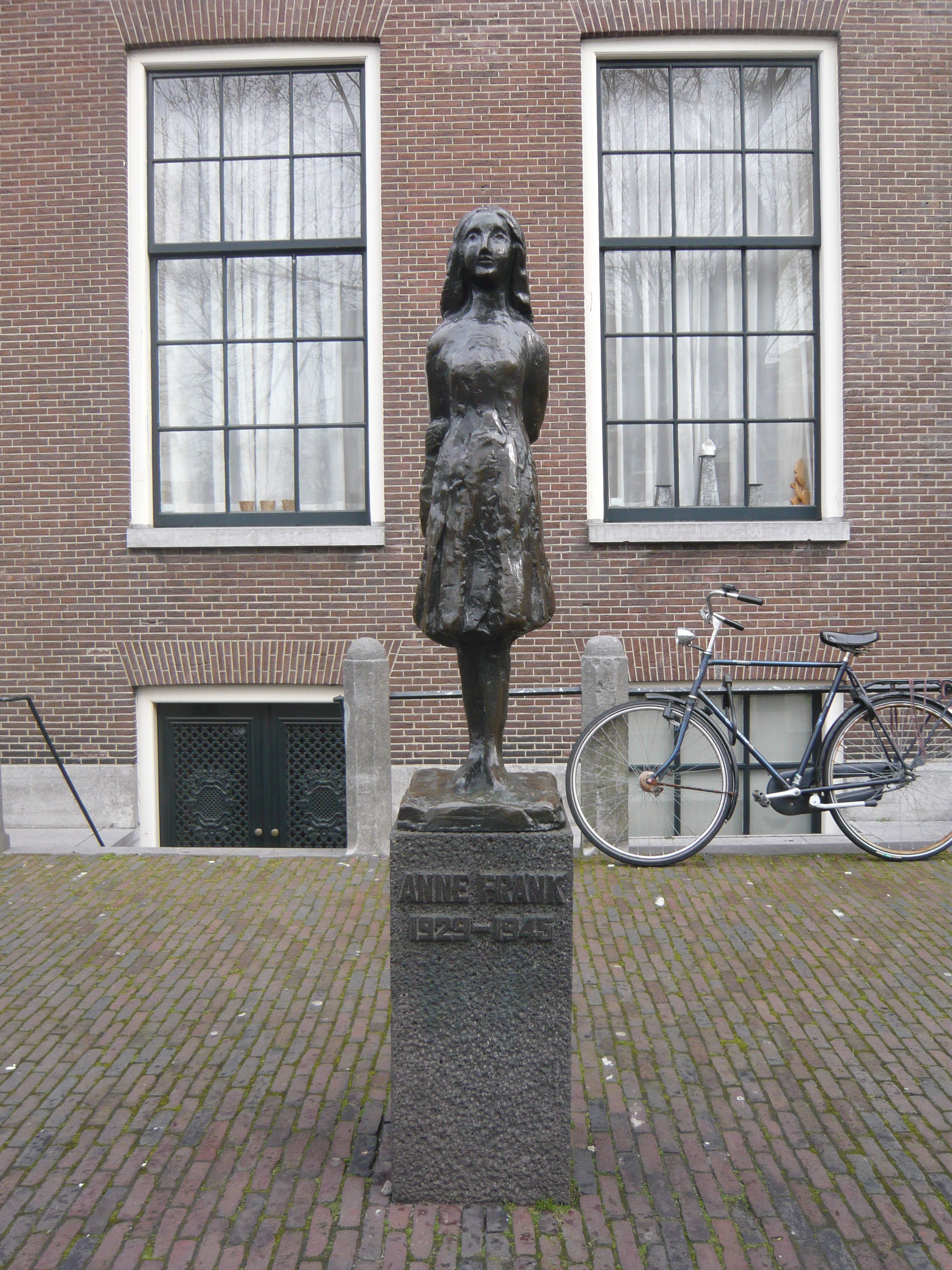
Rzeźba przedstawiająca Anne Frank w Amsterdamie

Tragizm pamiętników Anne Frank podkreśla także tragiczny koniec historii młodej dziewczyny. 4 sierpnia 1944, po zadenuncjowaniu kryjówki Franków przez donosiciela (którym prawdopodobnie był Arnold van den Bergh), cała rodzina została przewieziona do obozu koncentracyjnego Auschwitz-Birkenau. 28 października lub 1 listopada 1944 Anne została przewieziona wraz z siostrą do obozu koncentracyjnego Bergen-Belsen. W obozie zginęła najpierw matka, potem siostra. Anne Frank zmarła na tyfus w lutym 1945, krótko przed wyzwoleniem tego obozu przez Brytyjczyków. Śmierć w obozie poniosło także kilka osób ukrywających się wraz z rodziną Frank w Amsterdamie.
Obóz przeżył ojciec. Pamiętnik Anne, przechowany przez Holenderkę Miep Gies, jedną z osób zaangażowanych w pomoc rodzinie Franków, został opublikowany po raz pierwszy przez Ottona Franka w 1947. W kolejnych latach historię Anne przetłumaczono na 30 języków oraz przeniesiono na ekran. Dom, gdzie Frankowie ukrywali się przez dwa lata, zamieniono w muzeum. Pierwsze wydanie pamiętnika nie było kompletne, zostało opracowane przez Ottona Franka. Po jego śmierci potwierdzono autentyczność rękopisu, negowaną przez neonazistów, i opublikowano pełny tekst. Sąd holenderski zabronił kwestionowania autentyczności pamiętnika.
By upamiętnić imię Anne Frank, Międzynarodowa Unia Astronomiczna nazwała jej imieniem jedną z planetoid ((5535) Annefrank) oraz jeden z kraterów na Wenus (Frank).

## Rodzina Franków
- ojciec, Otto Frank (ur. 12 maja 1889, zm. 19 sierpnia 1980)
- matka, Edith Frank z domu Holländer (ur. 16 stycznia 1900, zm. 6 stycznia 1945)
- starsza córka, Margot Betti Frank (ur. 16 lutego 1926, zm. w lutym 1945)
- młodsza córka, Anne Frank

## Publikacje
Jedyną publikacją napisaną przez nią jest jej dziennik, który został przetłumaczony i wydany w wielu językach obcych:
- Anne Frank (transl. from the Dutch by B. M. Mooyaart-Doubleday; with an introd. by Eleanor Roosevelt): The diary of a young girl. Nowy Jork: Franklin Watts, 1952, seria: A Keith Jennison Book. (ang.). Brak numerów stron w książce
- Anne Frank (met een inleiding van Annie Romein-Verschoor): Het achterhuis: dagboekbrieven 12 juni 1942 – 1 augustus 1944. Amsterdam: Uitgeverij Contact, 1956, seria: De contactboekerij. (niderl.). Brak numerów stron w książce
- Anne Frank (przeł. z j. niemieckiego Zofia Jaremko-Pytowska): Dziennik Anny Frank: 12 czerwca 1942 – 1 sierpnia 1944. Warszawa: Państwowy Instytut Wydawniczy, 1957. (pol.). Brak numerów stron w książce
- Anne Frank (przeł. z j. niderlandzkiego Alicja Oczko): Anne Frank Dziennik (Oficyna). 12 czerwca 1942 – 1 sierpnia 1944. Zestawione przez Otto Franka i Mirjam Pressler. Poznań: Kantor Wydawniczy SAWW, 1993. oraz Dziennik Anne Frank. Kraków: Społeczny Instytut Wydawniczy ZNAK oraz ZNAK Horyzont, wyd. 2000, 2010, 2015, 2020 i 2022 (w 75 rocznicę pierwszego wydania). (pol.)
- Anne Frank (with a forew. by Storm Jameson): The diary of Anne Frank. Londyn: Pan Books, 1958. (ang.). Brak numerów stron w książce
- Anne Frank (préf. de Daniel-Rops; trad. du holl. par Tylia Caren et Suzanne Lombard, suvivi de Huit contes inédits, trad. du holl. par Nelly Weinstein): Journal de Anne Frank. Paryż: Calmann-Lévy, 1958, seria: Traduit de.... (fr.). Brak numerów stron w książce
- Anne Frank (el la nederlanda originalo tradukis G. J. Degenkamp): Taglibro de Anne Frank: (La postdomo): 12 junio 1942 – 1 aǔgusto 1944. Scheveningen: Heroldo de Esperanto, 1959. (esperanto). Brak numerów stron w książce
- Anne Frank (aufgeschrieben von Anne Frank; dt. von Edith Schmidt): Geschichten und Ereignisse aus dem Hinterhaus. Frankfurt nad Menem: S. Fischer Verlag, 1960. (niem.). Brak numerów stron w książce
- Anne Frank (ford. F. Solti Erzsébet, Sebők Éva; a versbetéteket ford. Frank László; utószó Hegedűs Géza): Anne Frank és Dawid Rubinowicz naplója. Budapeszt: Európa Könyvkiadó, 1962, seria: Milliók Könyve. (węg.). Brak numerów stron w książce
- Anne Frank (mit einer Vorw. von Albrecht Goes): Das tagebuch der Anne Frank: 12. Juni 1942-1. August 1944. Frankfurt nad Menem: Fischer-Taschenbuch-Verlag, 1978. ISBN 3-596-20077-6. (niem.). Brak numerów stron w książce
- Anne Frank (Mariko Fukamachi yaku): Anne no nikki: kanzenban. Tokio: Bungei Shunjû, 1994, seria: Bunshun Bunko. ISBN 4-16-711403-8. (jap.). Brak numerów stron w książce
- Anne Frank (a cura di Otto Frank e Mirjam Pressler; con la prefazione all’edizione del 1964 di Natalia Ginzburg; traduzione di Laura Pignatti; ed. italiana e appendice a cura di Frediano Sessi): Diario: l’alloggio segreto, 12 giugno 1942 – 1 agosto 1944. Turyn: Giulio Einaudi, 2002. ISBN 88-06-14655-6. (wł.). Brak numerów stron w książce
- Anne Frank (selecció, trad. i adapt. de Gemma Redortra i Eusebi Coromina): El diari d’una noia. Barcelona: Publicacions i Edicions de la Universitat de Barcelona; Vic: Eumo Editorial, 2004. ISBN 84-9766-087-0. (hiszp.). Brak numerów stron w książce
- Anne Frank (trad. de Alves Calado; autoriz. per Otto H. Frank e Mirjam Pressler): O diário de Anne Frank. Rio de Janeiro: Editora Record, 2012. ISBN 978-85-01-04445-7. (port.). Brak numerów stron w książce

## Anne Frank w amatorskim filmie z 1941
Anne Frank została sfilmowana w czarno-białym amatorskim filmie, w 20-sekundowym fragmencie, nakręconym 22 lipca 1941 w Amsterdamie przez jej sąsiadów w związku z uroczystością ślubną w sąsiedztwie. Filmik wraz z fotografiami Anne Frank został wykorzystany w wideoklipie do piosenki Ryana Adamsa pod tytułem „Dear Anne”.

## Tablica przodków
| Tablica rodowodowa              |                                                                                             |                                                                                             |                                                                                              |                                                                                              |                                                                               |                                                                               |                                                                             |                                                                             |
| Prapradziadkowie                | Abraham Frank (1762–4.12.1839) Justine Gumbert (1789–21.11.1846)                            | ?                                                                                           | Emanuel Stern (14.11.1799–5.10.1841) Helena Schwarzschild (5.01.1806–1886)                   | Elkan Juda Cahn (8.10.1796–28.10.1884) Betty Cahn (1805–20.04.1853)                          | Levy Holländer (1799–?) Johanna Elkan (6.08.1805–29.01.1832)                  | Markus Andreas Menken (26.07.1786–16.01.1835) Eva Keller (1800–?)             | ?                                                                           | ?                                                                           |
| Pradziadkowie                   | Zacharias Frank (19.04.1811–27.04.1884) Barbara Babette Hammelstett (28.05.1814–10.10.1891) | Zacharias Frank (19.04.1811–27.04.1884) Barbara Babette Hammelstett (28.05.1814–10.10.1891) | August Heinrich Stern (14.07.1838–8.08.1878) Cornelia Elisabeth Cahn (15.09.1840–21.07.1921) | August Heinrich Stern (14.07.1838–8.08.1878) Cornelia Elisabeth Cahn (15.09.1840–21.07.1921) | Benjamin Holländer (22.09.1830–16.07.1924) Sara Menken (15.12.1832–6.02.1910) | Benjamin Holländer (22.09.1830–16.07.1924) Sara Menken (15.12.1832–6.02.1910) | Joel Stern Babette Wiesenthal                                               | Joel Stern Babette Wiesenthal                                               |
| Dziadkowie                      | Michael Frank (4.10.1851–17.09.1909) Alice Betty Stern (20.12.1865–20.03.1953)              | Michael Frank (4.10.1851–17.09.1909) Alice Betty Stern (20.12.1865–20.03.1953)              | Michael Frank (4.10.1851–17.09.1909) Alice Betty Stern (20.12.1865–20.03.1953)               | Michael Frank (4.10.1851–17.09.1909) Alice Betty Stern (20.12.1865–20.03.1953)               | Abraham Holländer (27.10.1860–19.01.1927) Rosa Stern (5.12.1866–29.01.1942)   | Abraham Holländer (27.10.1860–19.01.1927) Rosa Stern (5.12.1866–29.01.1942)   | Abraham Holländer (27.10.1860–19.01.1927) Rosa Stern (5.12.1866–29.01.1942) | Abraham Holländer (27.10.1860–19.01.1927) Rosa Stern (5.12.1866–29.01.1942) |
| Rodzice                         | Otto Frank (12.05.1889–19.08.1980) Edith Holländer (16.01.1900–6.01.1945)                   | Otto Frank (12.05.1889–19.08.1980) Edith Holländer (16.01.1900–6.01.1945)                   | Otto Frank (12.05.1889–19.08.1980) Edith Holländer (16.01.1900–6.01.1945)                    | Otto Frank (12.05.1889–19.08.1980) Edith Holländer (16.01.1900–6.01.1945)                    | Otto Frank (12.05.1889–19.08.1980) Edith Holländer (16.01.1900–6.01.1945)     | Otto Frank (12.05.1889–19.08.1980) Edith Holländer (16.01.1900–6.01.1945)     | Otto Frank (12.05.1889–19.08.1980) Edith Holländer (16.01.1900–6.01.1945)   | Otto Frank (12.05.1889–19.08.1980) Edith Holländer (16.01.1900–6.01.1945)   |
| Anne Frank (12.06.1929–02.1945) |                                                                                             |                                                                                             |                                                                                              |                                                                                              |                                                                               |                                                                               |                                                                             |                                                                             |